# Iwan Korponaj
Iwan Tyberijowycz Korponaj (ukr. Іван Тиберійович Корпонай, ros. Иван Тибериевич Корпонай, Iwan Tibierijewicz Korponaj; ur. 13 lutego 1969 w obwodzie zakarpackim) – ukraiński piłkarz pochodzenia węgierskiego, grający na pozycji obrońcy, a wcześniej pomocnika i napastnika.

## Kariera piłkarska

### Kariera klubowa
Wychowanek DJuSSz w Rakoszyno (do 1988). Jego brat Adalbert również był znanym piłkarzem. Pierwszym profesjonalnym klubem w karierze był miejscowy Zakarpattia Użhorod. W jego barwach zadebiutował we Wtoroj lidze ZSRR w 1990 roku. W następnym roku przeszedł do Kreminia Krzemieńczuk, w którym debiutował w Wyższej lidze Ukrainy. Latem 1992 próbował swoich sił w niemieckim trzecioligowym klubie Stahl Hennigsdorf, ale został piłkarzem Metałurha Zaporoże. Kolejne dwa sezony występował w Nywie Tarnopol, po czym powrócił do Kreminia. Latem 1996 został zaproszony do Dnipra Dniepropetrowsk, skąd był wypożyczony do SK Mikołajów i Nywy Winnica. Po krótkim pobycie w Prykarpattia Iwano-Frankowsk, na początku 2000 trafił do Czornomorca Odessa. Ale nieczęsto wychodził na boisko, dlatego w 2002 wyjechał do Kazachstanu, gdzie pełny sezon bronił barw FK Atyrau. W następnym roku powrócił do Ukrainy, gdzie w rundzie jesiennej sezonu 2003/04 rozegrał 2 mecze w klubie Wuhłyk Dymytrow, a w rundzie wiosennej 1 mecz w rodzimym Zakarpacia, ale po sezonie zakończył karierę w wieku 35 lat.

## Sukcesy i odznaczenia

### Sukcesy klubowe
- finalista Pucharu Ukrainy: 1997
- wicemistrz Kazachstanu: 2002

### Sukcesy indywidualne
- 6. miejsce w klasyfikacji strzelców Mistrzostw Ukrainy: 1992
- 7. miejsce w klasyfikacji strzelców Mistrzostw Ukrainy: 1995, 1996